# Kōichi Satō (Fußballspieler)
Kōichi Satō (japanisch 佐藤 洸一 Satō Kōichi; * 28. November 1986 in Yokkaichi, Präfektur Mie) ist ein ehemaliger japanischer Fußballspieler.

## Karriere
Kōichi Satō erlernte das Fußballspielen in der Universitätsmannschaft der Yokkaichi-Universität. Seinen ersten Vertrag unterschrieb er 2008 bei FC Gifu. Der Verein spielte in der zweithöchsten Liga des Landes, der J2 League. Für den Verein absolvierte er 148 Ligaspiele. 2013 wechselte er zum Ligakonkurrenten V-Varen Nagasaki. Für den Verein absolvierte er 129 Ligaspiele. 2017 wechselte er zum Ligakonkurrenten Zweigen Kanazawa. Für den Verein absolvierte er 72 Ligaspiele. 2019 wechselte er zum Ligakonkurrenten Ventforet Kofu. Für den Verein absolvierte er 19 Ligaspiele. Anfang Januar 2020 unterschrieb er einen Vertrag beim Viertligisten Veertien Mie in Kuwana. Nach 32 Ligaspielen beendete er nach der Saison 2022 seine Karriere als Fußballspieler.